# Theodor Krause (Komponist)
Theodor Krause (* 1. Mai 1833 in Halle; † 12. Dezember 1910 in Berlin) war ein deutscher Komponist, Sänger, Chorleiter und Gesangspädagoge.

## Leben und Werk
Theodor Krause studierte Musiktheorie bei Moritz Hauptmann in Leipzig sowie bei Johann Friedrich Naue und Eduard Grell. Zusätzlich studierte er Gesang bei Eduard Mantius und Martin Blumner. Er studierte  zunächst mit dem Ziel, Musiklehrer zu werden.
1854 wurde er Musikreferendar und Lehrer in Hettstedt, gründete dort einen Gesangsverein und machte als Oratoriensänger auf sich aufmerksam. Als Sänger trat er unter anderem erfolgreich in Berlin, Leipzig und Dresden auf. 1880 gründete er in Berlin den Nikolai-Marien-Kirchenchor. Er dirigierte zeitweise den Seiffertschen Gesangverein. 1895 wurde er zum Gesanglehrer und Professor am Königlich Akademischen Institut für Kirchenmusik ernannt. 1898 ging er als Städtischer Rektor in den Ruhestand. Er führte aber die Direktion des Kirchenchores und das Lehramt am Institut für Kirchenmusik über seine Pensionierung weiter.
Seine spezielle Methode des Gesangsunterrichts in Schulen führte unter ausschließlicher Benutzung der üblichen Notierung schnell zum Singen vom Blatt. Er veröffentlichte diese Methode in dem Werk Die Wandernote (1888, 31900). Weiterhin veröffentlichte er Die deutsche Singschule (1888, viele Auflagen) und Drei Reden ueber Musik und Musiker (Berlin 1900).
Als Komponist schrieb er eine Vielzahl an weltlichen und geistlichen Liedern, darunter zahlreiche zum Teil preisgekrönte Männerchöre.